# کوهستان حویق
کوهستان حویق، روستایی از توابع بخش حویق شهرستان طوالش در استان گیلان ایران است.

## جمعیت
این روستا در دهستان حویق قرار دارد و براساس سرشماری مرکز آمار ایران در سال ۱۳۸۵، جمعیت آن ۲۷۵ نفر (۶۰خانوار) بوده‌است.این روستا یکی از محروم‌ترین و دور افتاده ترین روستاهای بخش حویق می‌باشد که اهالی آن به زبان ترکی آذربایجانی سخن میگویند.